# Nagasawa Takumi
Nagasawa Takumi (sinh ngày 27 tháng 5 năm 1992) là một cầu thủ bóng đá người Nhật Bản.

## Sự nghiệp câu lạc bộ
Nagasawa Takumi hiện đang chơi cho YSCC Yokohama.